# My Fake Fiancé
My Fake Fiancé (bra: Minha Noiva de Mentira)  é um telefilme estadunidense de 2009, do gênero romance, estrelado por Melissa Joan Hart e Joey Lawrence. Estreou no canal ABC Family em 19 de abril de 2009.

## Elenco
- Melissa Joan Hart como Jennifer
- Joey Lawrence como Vince
- Nicole Tubiola como Courtney
- Burgess Jenkins como Steve
- Diane Neal como Bonnie
- Jason MacDonald como David
- Steve Schirripa como Monkey
- Rhoda Griffis como Val
- Patricia French como Catherine
- Elizabeth Keener como Carmen
- Robert Pralgo como Ben
- Autumn Gruber como Samantha
- Andy Callaway como Jonathan
- Heather Holliday Richmond como Balconista de Vendas